# Хара-Нур (Росія)
Ха́ра-Нур (бур. Хара нуур — чорне озеро) — озеро в центральній частині Східного Саяна в Окинському районі Республіки Бурятія (Росія).
Розташоване на стику Окинського та Великосаянського хребтів.
Довжина озера складає 8 км, ширина — близько 1 км.
Виникло в результаті перегороджування річки Жомболок лавовими потоками в Долині вулканів.